# Opatský kostel

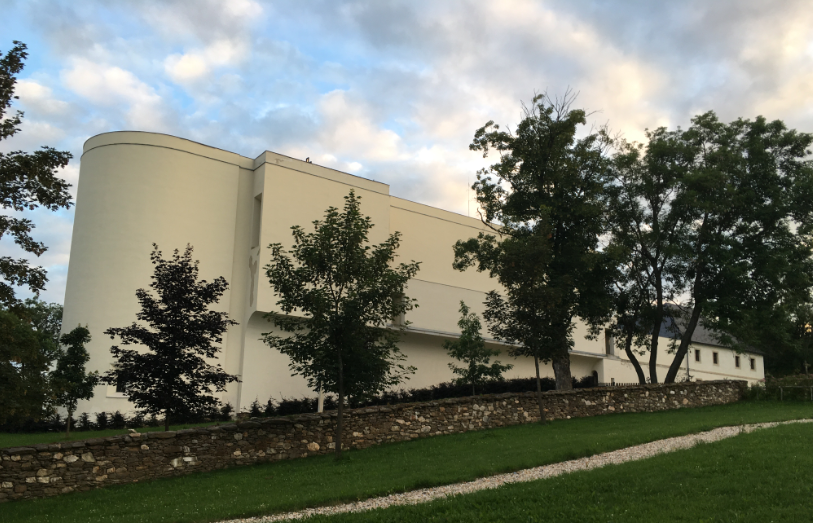
Opatský kostel Nanebevzetí Panny Marie v opatství Nový Dvůr u Toužimi

Opatský kostel je sakrální stavba, která je de facto identická s klášterním kostelem, jehož představeným je opat resp. abatyše.
Opatské kostely jsou (s několika málo výjimkami) pouze při klášterech starých prelátských řádů, které mají statut opatství. 

## Zvláštní postavení
- Jako opatská katedrála se někdy označuje opatský kostel, který je zároveň katedrálou téhož biskupského území, jehož představeným je současně územní opat nebo opat-biskup.
- Jako opatská bazilika se označují také takové opatské kostely, které mají současně titul papežská basilica minor.

## Známé opatské kostely
- Bazilika Nanebevzetí Panny Marie sekavského opatství, Sekava, Štýrsko
- Kostel sv. Emmerama, Řezno, Bavorsko
- Klášter Saint-Germain-des-Prés, Paříž, Francie
- Klášter na Mont-Saint-Michel, Le Mont-Saint-Michel, Francie